# Гиссарский район
Гисса́рский район (тадж. Ноҳияи Ҳисор) — район республиканского подчинения в Таджикистане. Был образован 29 января 1932 года. В 1939—1951 годах входил в состав Сталинабадской области.
Районный центр — г. Гиссар (тадж. Ҳисор), расположенный в 26 км западнее города Душанбе.

## География
Гиссар расположен в Гиссарской долине. На севере граничит с Айнинским районом Согдийской области, на западе — с Шахринавским районом, на юге — с районом Рудаки, на востоке — с Варзобским районом. Гиссар с севера на юг пересекает река Ханака (тадж. Хонақоҳ).

## История
26 ноября 1959 года к Гиссарскому району была присоединена часть территории упразднённого Шахринауского района.
Решением Правительства Республики Таджикистан № 29 от 2 февраля 2016 года и Постановлением Национального совета Высшего собрания Республики Таджикистан № 204 от 3 марта 2016 года пгт Гиссар со всем Гиссарским районом был наделён статусом города Гиссар (тадж. Ҳисор).

## Население
Население по оценке на 1 января 2022 года составляло 331 400 человек, в том числе городское — в г. Гиссар (32,1 тыс.) и пос. Шарора (15,6 тыс.) — 14,4 % или 47 700 человек.
| Численность населения | Численность населения | Численность населения | Численность населения | Численность населения | Численность населения | Численность населения | Численность населения |
| 1939                  | 2003                  | 2004                  | 2005                  | 2006                  | 2007                  | 2008                  | 2009                  |
| --------------------- | --------------------- | --------------------- | --------------------- | --------------------- | --------------------- | --------------------- | --------------------- |
| 30 673                | ↗217 900              | ↗222 200              | ↗226 500              | ↗231 200              | ↗236 700              | ↗242 900              | ↗248 700              |
| 2019                  | 2020                  | 2021                  | 2022                  |                       |                       |                       |                       |
| ↗301 600              | ↗308 100              | ↗325 000              | ↗331400               |                       |                       |                       |                       |

## Административное деление
В состав Гиссара входят 1 город (собственно Гиссар), 1 пгт. (Шарора) и 8 сельских общин (тадж. ҷамоат):
| Административное деление Гиссарского района |                 |
| Сельская община                             | Население, 2022 |
| Гиссар, пгт                                 | 33 268          |
| Шарора, пгт                                 | 22 730          |
| Алмоси                                      | 25 469          |
| Горная Ханака                               | 33 509          |
| Гиссар                                      | 40 442          |
| Дехконобод                                  | 24 909          |
| Дурбат                                      | 25 172          |
| Мирзо Турсунзода                            | 25 262          |
| Мирзо Ризо                                  | 33 372          |
| Навобод                                     | 32 339          |
| Ориён                                       | 10 873          |
| Сомон                                       | 34 393          |

Главой Гиссарского района является Председатель Хукумата, который назначается Президентом Республики Таджикистан. Глава правительства Гиссарского района — председатель хукумата. Законодательный орган Гиссарского района — Маджлис народных депутатов, который избирается всенародно на 5 лет.

## Животноводство
Гиссарский район знаменит своей гиссарской породой овец. «Гиссарский баран» (тадж. гӯсфанди ҳисорӣ) — один из видов породы овец мясо-курдючного направления, являющийся самым крупным среди всех культурных пород овец (баранов). Порода распространена в Средней Азии, в основном в Таджикистане. Название барана происходит из Гиссарского хребта, который находится в западной части Таджикистана в горной системе.
Гиссарская порода овец выводилась в горных пастбищах Гиссара путём народной селекции. Считается, что гиссарские бараны — это отдельная порода курдючных овец. Эта обособленность произошла благодаря полной изоляции этих баранов от других пород и особым природным условиям в ареале разведения этой породы. Гиссарский баран крупнее даже так называемого «барана породы Линкольна», в холке они достигают 85 сантиметров, а овцы — 80 сантиметров, глубина грудины в среднем составляет около 35 сантиметров[1].